# نيكولا بورانسكا
نيكولا بورانسكا (بالتشيكية: Nikola Buranská)‏ حاملة لقب مسابقة ملكة جمال التشيك التي توجت بمسابقة تشيسا ملكة جمال الأرض 2014 ومثلت الجمهورية التشيكية في مسابقة ملكة جمال الأرض 2014. وفازت إلى جانب غابرييلا فرانكوفا وتيريزا سكومالوفا. نيكولا هي جزء من التراث اليوناني لجدها العظيم جاء من اليونان.